# DS-2 (plataforma de satélite)
DS-2 (em russo: ДС-2, sigla de Днепропетровский спутник-2, ou Dnepropetrovsk Sputnik, que significa Satélite Dnepropetrovsk), é a designação de uma plataforma de satélites multimissão desenvolvida na União Soviética pelo escritório de projetos Dnepropetrovsk OKB-586, tendo sido usada nos primórdios do programa espacial soviético.
Essa foi a segunda plataforma criada pelo escritório Dnepropetrovsk. Sendo retirado o cilindro que unia as duas semiesferas e todos os instrumentos externos do modelo anterior (DS-1), a esfera resultante mantinha o diâmetro de 80 cm, mas pesava apenas 47 kg, tornando-a bastante semelhante ao primeiro satélite artificial, o Sputnik I. 
Seu principal objetivo era testar os sistemas envolvidos: o foguete Kosmos 63S1 como veículo lançador de satélites; o complexo de lançamento de Kapustin Yar (plataforma "Mayak-2"). Se tudo corresse bem, este deveria ser o primeiro satélite artificial usando esta plataforma a ser lançado, fato que ocorreu na primeira tentativa.
Cronologia para a DS-2
- DS-2 No.1 - 16 de março de 1962 - Sucesso, designação Kosmos 1 - COSPAR: 1962-008A
- DS-2 No.2 - 01 de dezembro de 1964 - Falha do veículo lançador, não atingiu a órbita